# College of Eastern Utah

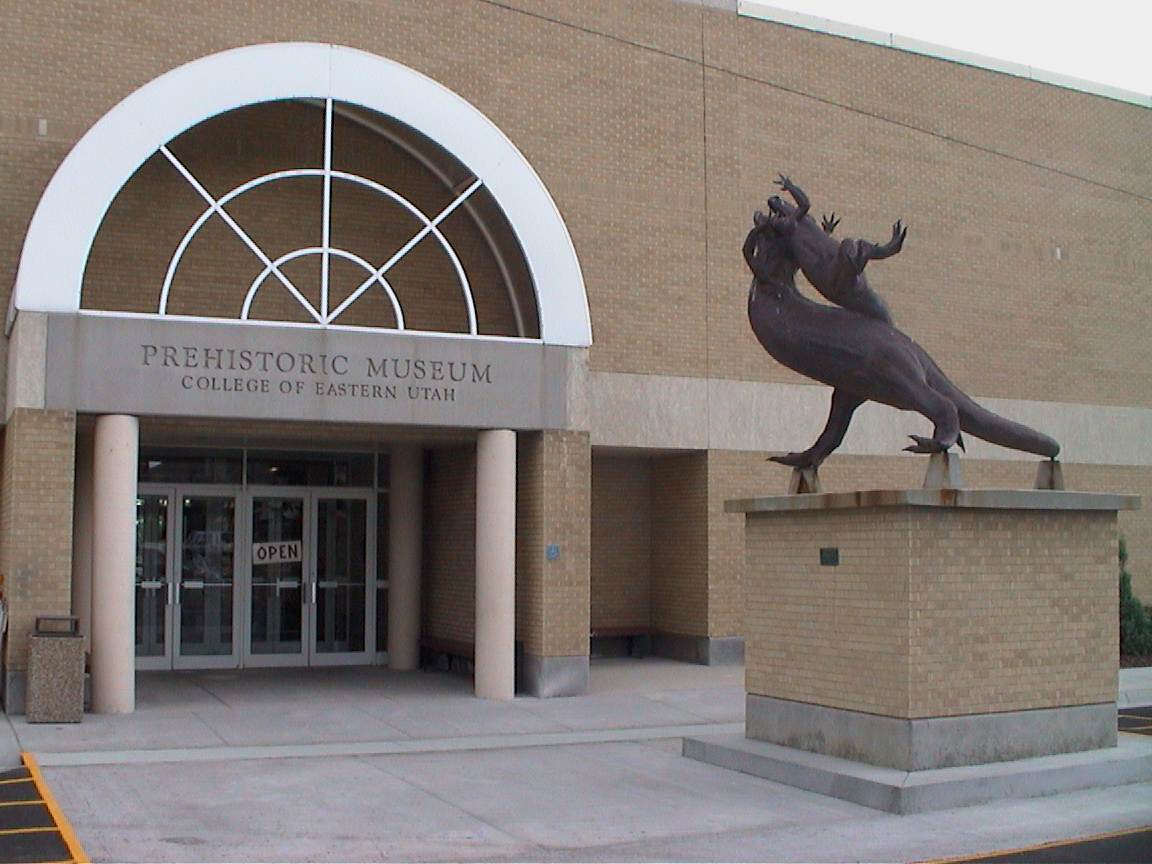
Prähistorisches Museum

Das College of Eastern Utah (CEU) ist ein Zweijahres-Junior-College, das in Price (Utah) beheimatet ist.

## Zulassung
Das College of Eastern Utah akzeptiert jeden Bewerber, der die High School absolviert oder den General Educational Development Test bestanden hat.

## Sport
Das CEU stellt vier Collegesportteams: Baseball und Basketball bei den Männern sowie Volleyball und Basketball bei den Frauen. Außerdem werden noch Fußball und Leichtathletik angeboten. Das CEU ist Mitglied der Scenic West Athletic Conference (SWAC) und der National Junior College Athletic Association (NJCAA).

## Berühmte Absolventen
- Willie Eyre, Baseballspieler
- Ime Udoka, Basketballspieler